# Умершие в декабре 1944 года
Это список известных людей, соответствующих установленным критериям значимости (см. Википедия:Критерии значимости персоналий), умерших в декабре 1944 года.
Причина смерти указывается лишь в исключительных случаях (убийство, самоубийство, гибель в результате военных действий, смертная казнь, ДТП или несчастные случаи). В остальных случаях — не указывается.

## 2 декабря
- Гавриил Лашков — участник Великой Отечественной войны, Герой Советского Союза.
- Филиппо Маринетти (67) — итальянский писатель, поэт, основатель футуризма.

## 3 декабря
- Форе Мосулишвили (28) — участник Великой Отечественной войны, Герой Советского Союза.

## 4 декабря
- Николай Гулимов (20) — участник Великой Отечественной войны, Герой Советского Союза.
- Пантелей Зварыгин — участник Великой Отечественной войны, Герой Советского Союза.

## 5 декабря
- Яков Анисимов (38) — участник Великой Отечественной войны, Герой Советского Союза.
- Иван Дудченко (32) — участник Великой Отечественной войны, Герой Советского Союза.
- Владимир Жайворон (21) — капитан Рабоче-крестьянской Красной Армии, участник Великой Отечественной войны, Герой Советского Союза.
- Георгий Корнеев (37) — участник Великой Отечественной войны, Герой Советского Союза.
- Рауф Кутуев — участник Великой Отечественной войны, Герой Советского Союза.
- Дмитрий Леушин (24) — участник Великой Отечественной войны, Герой Советского Союза.
- Бедир Мурадов — участник Великой Отечественной войны, Герой Советского Союза.
- Георгий Панкратов — участник Великой Отечественной войны, Герой Советского Союза.
- Георгий Папуашвили — участник Великой Отечественной войны, Герой Советского Союза.
- Фёдор Селезнёв — участник Великой Отечественной войны, Герой Советского Союза.
- Иван Смирнов — участник Великой Отечественной войны, Герой Советского Союза.
- Иван Ткаченко (20) — участник Великой Отечественной войны, Герой Советского Союза.
- Пётр Шарпило — участник Великой Отечественной войны, Герой Советского Союза.

## 6 декабря
- Борис Вайнштейн (34) — участник Великой Отечественной войны, заместитель командира стрелкового батальона по политической части 206-го стрелкового полка (99-я стрелковая дивизия, 46-я армия, 2-й Украинский фронт), Герой Советского Союза.

## 7 декабря
- Цезарь Расковинский (29) — советский военнослужащий. Участник Великой Отечественной войны. Герой Советского Союза.
- Семён Резниченко — Участник Великой Отечественной войны. Герой Советского Союза.

## 8 декабря
- Иван Алтухов (19) — Участник Великой Отечественной войны. Герой Советского Союза.
- Григорий Викторов (25) — Участник Великой Отечественной войны. Герой Советского Союза.
- Николай Григоревский (19) — Участник Великой Отечественной войны. Герой Советского Союза.
- Иван Швец — Участник Великой Отечественной войны. Герой Советского Союза.

## 9 декабря
- Анатолий Кобзев (21) — участник Великой Отечественной войны, Герой Советского Союза.
- Николай Поляков — участник Великой Отечественной войны, Герой Советского Союза.

## 10 декабря
- Геннадий Братчиков (30) — участник Великой Отечественной войны, Герой Советского Союза.
- Павел Гребнев — участник Великой Отечественной войны, полный кавалер солдатского ордена Славы.
- Гатият Ишкулов (28) — участник Великой Отечественной войны, Герой Советского Союза.

## 11 декабря
- Лаврентий Волошин (47) — участник Великой Отечественной войны, Герой Советского Союза.
- Василий Панчиков (19) — участник Великой Отечественной войны, Герой Советского Союза.

## 12 декабря
- Михаил Мазан (24) — участник Великой Отечественной войны, Герой Советского Союза.

## 13 декабря
- Исак Бурлака (44) — советский военный, Герой Советского Союза, награждён Орденом Ленина. Особенно отличившийся в боях на реке Висла.
- Василий Кандинский (77) — русский живописец, график и теоретик изобразительного искусства, один из основоположников абстракционизма.
- Иван Карпенко (29) — Герой Советского Союза.
- Ольга Санфирова (27) — командир эскадрильи 46-го гвардейского ночного бомбардировочного авиационного полка 325-й ночной бомбардировочной авиационной дивизии 4-й воздушной армии 2-го Белорусского фронта, гвардии капитан, Герой Советского Союза.

## 14 декабря
- Павел Гришко (27) — лейтенант Рабоче-крестьянской Красной Армии, участник Великой Отечественной войны, Герой Советского Союза.
- Нельсон Степанян (31) — советский лётчик-штурмовик, дважды Герой Советского Союза.

## 15 декабря
- Гленн Миллер (40) — американский тромбонист, аранжировщик, руководитель оркестра Гленна Миллера; погиб (точные обстоятельства смерти не установлены).

## 16 декабря
- Мукатай Абеулов — Герой Советского Союза.
- Мукатай Абеулов — Герой Советского Союза.
- Нурмахамед Бозжанов (38) — советский государственный и партийный деятель, председатель Верховного Совета Казахской ССР (1939-1944), погиб.
- Ефим Белинский (19) — Герой Советского Союза.
- Иван Найдёнов (21) — Герой Советского Союза.
- Владимир Тружников — Герой Советского Союза.

## 17 декабря
- Николай Гаркуша (39) — участник Великой Отечественной войны, Герой Советского Союза.
- Николай Крайнев — участник Великой Отечественной войны, Герой Советского Союза.

## 18 декабря
- Сиваченко, Василий Григорьевич (42) — участник Великой Отечественной войны, Герой Советского Союза.
- Шапкин, Николай Павлович — участник Великой Отечественной войны, Герой Советского Союза.

## 19 декабря
- Косач, Леонид Константинович (17) — герой-партизан-подрывник, разведчик партизанского отряда.

## 21 декабря
- Дончук, Василий Иванович (34) — участник Великой Отечественной войны, Герой Советского Союза.
- Сухов, Александр Николаевич (27) — Полный кавалер ордена Славы.
- Тимофеев, Сергей Константинович — участник Великой Отечественной войны, Герой Советского Союза.
- Чернов, Георгий Герасимович (28) — участник Великой Отечественной войны, Герой Советского Союза.

## 23 декабря
- Михаил Космачёв — участник Великой Отечественной войны, Герой Советского Союза.
- Иван Лазарев (26) — участник Великой Отечественной войны, Герой Советского Союза.
- Константин Назимов (29) — участник Великой Отечественной войны, Герой Советского Союза.
- Александр Пелевин (29) — участник Великой Отечественной войны, Герой Советского Союза.
- Гавриил Собянин (48) — советский солдат, снайпер во время Великой Отечественной войны, Герой Советского Союза (посмертно), рядовой.

## 24 декабря
- Григорий Денисов — участник Великой Отечественной войны, помощник командира взвода 5-й стрелковой роты 727-го стрелкового полка 219-й стрелковой дивизии 93-го стрелкового корпуса 22-й армии 2-го Прибалтийского фронта, сержант. Закрыл своим телом амбразуру пулемёта.
- Никита Дьяконов (30) — участник Великой Отечественной войны, Герой Советского Союза.
- Виктор Леонов — участник Великой Отечественной войны, Герой Советского Союза.
- Андрей Пинчук (31) — участник Великой Отечественной войны, Герой Советского Союза.
- Михаил Стяжкин (24) — участник Великой Отечественной войны, Герой Советского Союза.

## 25 декабря
- Владимир Гальперн (25) — участник Великой Отечественной войны, Герой Советского Союза.
- Василий Огурцов — участник Великой Отечественной войны, Герой Советского Союза.

## 26 декабря
- Александр Виллаплан (39) — французский футболист, центральный полузащитник.
- Роман Николаенко (26) — советский офицер, участник советско-финской войны.
- Лев Щерба (64) — российский и советский языковед, академик АН СССР, внёсший большой вклад в развитие психолингвистики, лексикографии и фонологии; один из создателей теории фонемы.

## 27 декабря
- Владимир Галкин (36) — Герой Советского Союза.
- Михаил Надутый (19) — Герой Советского Союза.
- Иван Пименов (27) — Герой Советского Союза.
- Виктор Скачков (21) — Герой Советского Союза.
- Шара Шалкахази (45) — сестра монашеской женской конгрегации Сёстры социальной службы.
- Виктор Чумаченко — Герой Советского Союза.

## 28 декабря
- Александр Беседин — Герой Советского Союза.
- Павел Гурьев (38) — Герой Советского Союза.
- Константин Зубович — Герой Советского Союза.
- Степан Пугаев (34) — Герой Советского Союза.

## 29 декабря
- Вальцель, Оскар (80) — австрийский и немецкий литературовед, профессор.
- Ельцов, Иван Семёнович — Герой Советского Союза.
- Остапенко, Илья Афанасьевич — капитан Рабоче-крестьянской Красной Армии, участник Великой Отечественной войны.
- Щербаков, Александр Павлович (19) — Герой Советского Союза.

## 30 декабря
- Владимир Баландин — Герой Советского Союза.
- Ромен Роллан (78) — французский писатель, общественный деятель, лауреат Нобелевской премии по литературе (1915).

## 31 декабря
- Анна Морозова (23) — Герой Советского Союза.